# Greg Ganske
John Greg Ganske (ur. 31 marca 1949 w New Hampton) – amerykański polityk, członek Partii Republikańskiej.

## Działalność polityczna
W okresie od 3 stycznia 1995 do 3 stycznia 2003 przez cztery kadencje był przedstawicielem 4. okręgu wyborczego w stanie Iowa w Izbie Reprezentantów Stanów Zjednoczonych.